# Iglesia de San Martín (Alberite)

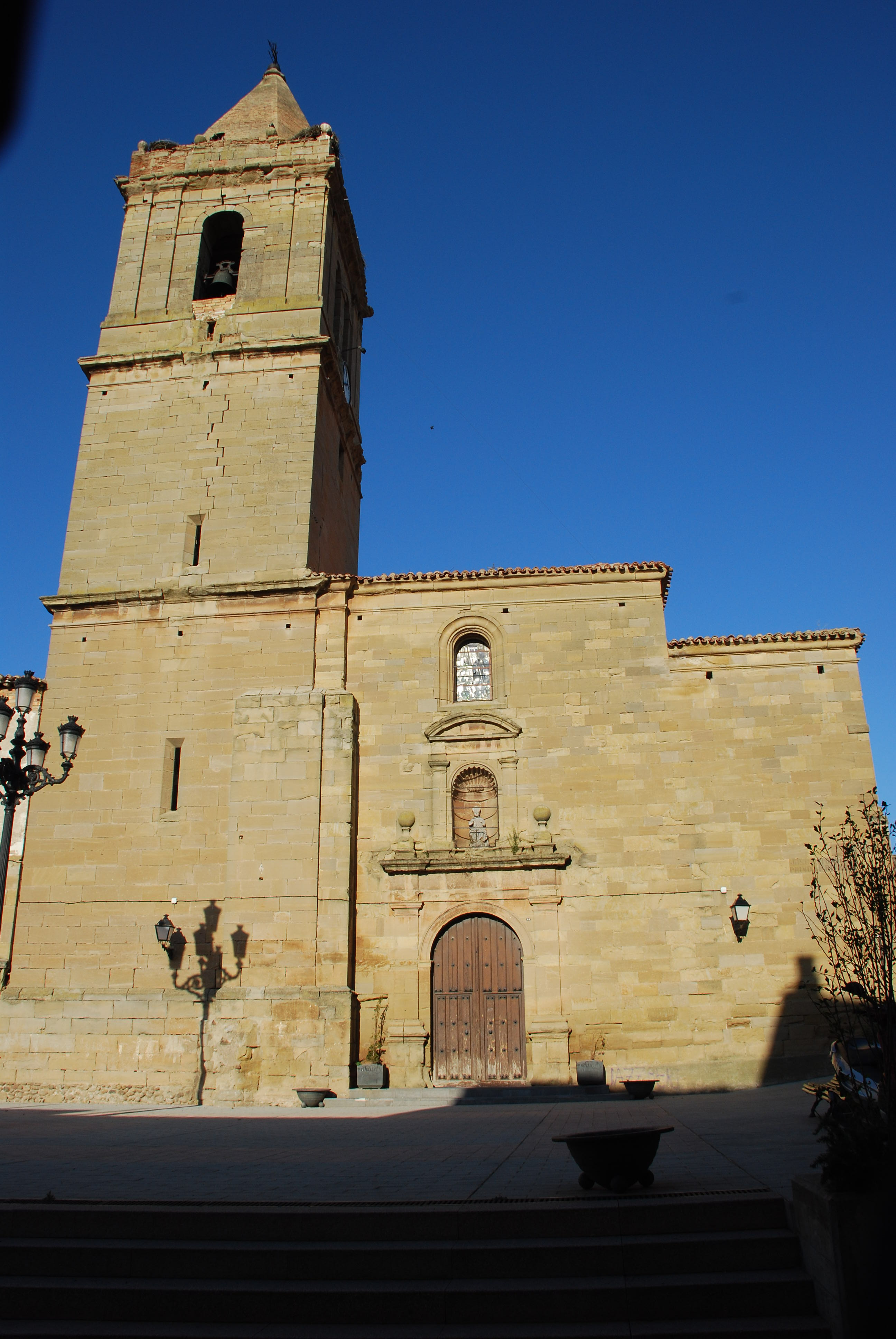
Iglesia parroquial de San Martín.

La iglesia parroquial de San Martín de Alberite (La Rioja, España) se levanta en un punto estratégico del casco urbano, junto a dos plazuelas que conectan entre sí escalonadamente: una de ellas frontera con la portada del lado sur del templo y la otra abierta hacia la de los pies, que es precisamente la portada más importante a efectos de diseño.
Tiene incoado expediente como Bien de Interés Cultural en la categoría de Monumento desde el 1 de julio de 1982.

## La Planta
Construida en sillería, presenta una sola nave de tres tramos con crucero y capillas entre contrafuertes, articulándose los espacios interiores por medio de pilastras toscanas y arcos de medio punto que se cubren por bóvedas de lunetos, a excepción del crucero, que se resuelve con amplia cúpula sobre pechinas centrando el espacio y haciendo de la capilla mayor el principal referente litúrgico.
De otro lado, el mantenimiento de algunas zonas y estructuras anteriores (tal es el caso de la torre) dan a este edificio religioso una impronta muy personal.

## La portada
Es una obra renacentista tardía del siglo XVI que adopta la típica organización en arco de triunfo. Formada por la superposición de un arco de medio punto y dintel, se encuadra por pilastras toscanas que sostienen un entablamiento sobre el que se sitúa una hornacina que cobija una imagen de San Martín. La plazuela que se abre frente a ella se ha consolidado como espacio abierto por ser el antiguo cementerio de la localidad.
Al asumir José Raón la edificación de la iglesia se comprometía a enriquecer las líneas generales de esta portada abriendo paralelamente la hornacina para colocar la imagen del titular y un óvalo para dar luz al coro alto.

## El retablo
Las primeras noticias documentales relativas a este espléndido ejemplar del romanismo escultórico corresponden a 1549 cuando un «Maestre Anse», imaginero flamenco del que ninguna otra noticia documental se conserva, cobró ciertas cantidades por proporcionar algunos modelos para la ejecución del retablo. Sin embargo, sólo un año después desaparece de la documentación y en su lugar es Arnao de Bruselas quien se encarga de la ejecución de la labor de madera, ignorándose quién fuese el encargado del trabajo de mazonería. Los trabajos se prolongaron hasta 1555, año en el que Blas de Venero y Andrés de Araoz se encargaron del reconocimiento y tasación. Del dorado y estofado se encargó algunos años después Francisco Fernández de Vallejo, hermano del escultor Juan Fernández de Vallejo, que ya en 1614 había completado su labor.

## Pinturas murales de la cabecera
Como una prolongación más del retablo mayor hay que considerar también la decoración pictórica de la capilla mayor de la iglesia junto con la media naranja y cubiertas de los brazos del crucero, realizada por José Bejes en 1770. En el caso concreto del testero, estas pinturas forman un opulento encuadre ilusionista con sendos guerreros a la romana cobijados por hornacinas en los flancos a base de pinceladas amplias y planas.
La decoración pictórica que luce el templo junto con el mobiliario contribuyen a crear un espacio ilimitado y teatral auténticamente barroco, donde el escenario, el decorado y los protagonistas los proporcionan la arquitectura, la escultura y la pintura respectivamente. Los frescos cubren la capilla mayor, la cúpula y las zonas altas del transepto. Fueron pintados entre 1768 y 1770 por José Bejes o Vexés, el más prestigioso decorador dieciochesco activo en La Rioja, con obras en la Redonda, Santa María de Palacio, Catedral de Calahorra, Basílica de la Virgen de Tómalos (Torrecilla en Cameros) y Monasterio de San Millán de Yuso, por citar las más importantes. La decoración del presbiterio simula una arquitectura ilusionista que sirve de telón de fondo al retablo, con dos grandes hornacinas con soldados romanos, trofeos y Virtudes sobre el entablamento y una vista de Jerusalén en la parte superior. En la bóveda se representa una gloria con el Espíritu Santo, acompañado de una corte angelical entre bambalinas de nubes. En los dos lados del transepto se desarrollan las escenas del Nacimiento, la Virgen y Santa Isabel con Jesús y Juan, la Anunciación, el Sueño de San José y los Evangelistas. La cúpula y las bóvedas están decoradas con cornucopias de rocalla en relieve que contienen figuras de ángeles, heroínas del Antiguo Testamento, Santos y Santas, y en las pechinas, los cuatro Padres de la Iglesia Occidental. A pesar de lo tardío de la fecha es una pintura barroca en su concepción, técnica, luz y colorido en la que se aprecia la influencia de los grandes decoradores manieristas y barrocos italianos, Correggio, Tiépolo, Luca Giordano, etc. y de los flamencos Rubens y Van Dyck.

## Retablo de Nuestra Señora de la Antigua
La patrona de Alberite se venera en un pequeño retablo construido en 1725 por Francisco Ramírez, dorado y policromado por Sebastián del Ribero en 1733. El importe ascendió a 3.300 reales y para sufragarlo se vendieron unas vacas propiedad de la Cofradía.
Su arquitectura es típicamente barroca con columnas salomónicas y estípites y decorados con profusa hojarasca. La imagen de la Virgen de la Antigua da la sensación, por su rostro ovalado, de haber sido una talla gótica a la que en el siglo XVIII, para estrenar el retablo, transformaron en una imagen vestida, que solamente conserva de la original la cabeza y las manos.

## Torre
Réplica en definitiva del modelo de Navarrete, fue el cantero Pedro de Aguilera el que la proyectó y realizó en colaboración con otros especialistas de su círculo más inmediato.
Los ecos escurialenses son aquí evidentes, pero su mayor originalidad reside en la forma de plantear el capitel de fábrica convirtiéndolo en una pirámide de base ochavada.